# Copa México de Naciones 2013
La Copa México de Naciones 2013 es la segunda edición de la Copa México de Naciones Sub-15 y se llevó a cabo en México del 10 al 18 de agosto. Se supone que el torneo es el precursor de la propuesta Copa Mundial Sub-15 de la FIFA. Doce equipos participaron en esta edición, cuatro más que en la edición de 2012.
El partido final se realizó el 18 de agosto de 2013 en el estadio Azteca .

## Equipos participantes
- México
- Paraguay
- Canadá
- Chile
- Colombia
- Costa Rica

- Panamá
- Brasil
- Uruguay
- Estados Unidos
- Argentina
- Cuba

## Fase de grupos
Los ganadores y subcampeones de cada grupo, así como los dos mejores terceros clasificados, se clasificaron para los cuartos de final.
La clasificación de cada equipo en cada grupo se determinó de la siguiente manera:
a) mayor número de puntos obtenidos en todos los partidos de grupo;
b) diferencia de goles en todos los partidos de grupo;
c) mayor número de goles marcados en todos los partidos de grupo.
Si dos o más equipos hubieran estado empatados sobre la base de los tres criterios anteriores, sus clasificaciones se habrían determinado de la siguiente manera:
d) mayor número de puntos obtenidos en los partidos de grupo entre los equipos en cuestión;
e) diferencia de goles resultante de los partidos de grupo entre los equipos en cuestión;
f) mayor número de goles marcados en todos los partidos de grupo entre los equipos en cuestión;

### Grupo A
| Equipo   | Jug | G | E | P | GF | GC | DG  | Pts. |
| -------- | --- | - | - | - | -- | -- | --- | ---- |
| Paraguay | 3   | 2 | 0 | 1 | 7  | 4  | +3  | 6    |
| Chile    | 3   | 2 | 0 | 1 | 5  | 5  | 0   | 6    |
| México   | 3   | 1 | 0 | 2 | 9  | 5  | +4  | 3    |
| Canadá   | 3   | 1 | 0 | 2 | 3  | 10 | − 7 | 3    |

| 10 de agosto de 2013, 12:00 | Paraguay             | 1:2 | Canadá                       | CECAP Cancha 2,                             |                                             |
|                             | Baldisimo 61' (a.g.) |     | Pena 61' · Norman 83' (pen.) | Árbitro(s): Marco Antonio Hernández Ramírez | Árbitro(s): Marco Antonio Hernández Ramírez |

| 10 de agosto de 2013, 12:00 | México       | 1:2        | Chile                          | CECAP Cancha 1,                  |                                  |
|                             | Esquivel 43' | [ Reporte] | Álvarez 60' · Reyes 65' (pen.) | Árbitro(s): Ángel Flores Galicia | Árbitro(s): Ángel Flores Galicia |

| 11 de agosto de 2013, 12:00 | México      | 1:3 | Paraguay                         | CECAP Cancha 1,                  |                                  |
|                             | Godinez 31' |     | Ferreira 36', 46' · Martínez 71' | Árbitro(s): Edgardo Espejo Tello | Árbitro(s): Edgardo Espejo Tello |

| 11 de agosto de 2013, 12:00 | Chile                         | 2:1 | Canadá  | CECAP Cancha 2,                         |                                         |
|                             | Mell 67' · Soriano 75' (pen.) |     | Pena 6' | Árbitro(s): Jesús Roberto Ruiz González | Árbitro(s): Jesús Roberto Ruiz González |

| 11 de agosto de 2013, 12:00 | México                                                       | 7:0        | Canadá | CECAP Cancha 1,                       |                                       |
|                             | Zamudio 13', 34', 54' · Marín 21', 57' · Leal 35' · Cruz 49' | [ Reporte] |        | Árbitro(s): Brian Omar González Veles | Árbitro(s): Brian Omar González Veles |

| 12 de agosto de 2013, 12:00 | Chile   | 1:3 | Paraguay                               | CECAP Cancha 2,                           |                                           |
|                             | Díaz 7' |     | Ferreira 25' · Martínez 36' · Díaz 64' | Árbitro(s): Reinhold Enrique Ortiz Tienda | Árbitro(s): Reinhold Enrique Ortiz Tienda |

### Grupo B
| Equipo         | Jug | G | E | P | GF | GC | DG  | Pts. |
| -------------- | --- | - | - | - | -- | -- | --- | ---- |
| Estados Unidos | 3   | 2 | 0 | 1 | 7  | 2  | +5  | 6    |
| Uruguay        | 3   | 1 | 1 | 1 | 9  | 6  | +3  | 4    |
| Brasil         | 3   | 1 | 1 | 1 | 3  | 3  | 0   | 4    |
| Panamá         | 3   | 1 | 0 | 2 | 2  | 10 | − 8 | 3    |

| 10 de agosto de 2013, 10:00 | Brasil             | 1:0 | Estados Unidos | CECAP Cancha 1,                           |                                           |
|                             | Olawale 66' (a.g.) |     |                | Árbitro(s): Reinhold Enrique Ortiz Tienda | Árbitro(s): Reinhold Enrique Ortiz Tienda |

| 10 de agosto de 2013, 10:00 | Uruguay                                                     | 6:1 | Panamá                         | CECAP Cancha 2,               |                               |
|                             | Schiappacasse 19', 45' · Rossi 22', 55' · Martínez 66', 73' |     | Álvarez 60' · Reyes 65' (pen.) | Árbitro(s): Leopoldo Guerrero | Árbitro(s): Leopoldo Guerrero |

| 11 de agosto de 2013, 10:00 | Brasil          | 2:2 | Uruguay                          | CECAP Cancha 1,           |                           |
|                             | Dinardi 8', 22' |     | Valverde 9' · Dinardi 55' (a.g.) | Árbitro(s): Allan Morales | Árbitro(s): Allan Morales |

| 11 de agosto de 2013, 10:00 | Estados Unidos                                  | 4:0 | Panamá | CECAP Cancha 2,                |                                |
|                             | Pérez 13' · Gallardo 29', 50' · Mate 31' (pen.) |     |        | Árbitro(s): Aldo Cano Martínez | Árbitro(s): Aldo Cano Martínez |

| 12 de agosto de 2013, 12:00 | Estados Unidos                 | 3:1 | Uruguay    | CECAP Cancha 2,                |                                |
|                             | Gallardo 44', 61' · Wright 67' |     | Varela 70' | Árbitro(s): Oscar Mejia García | Árbitro(s): Oscar Mejia García |

| 12 de agosto de 2013, 10:00 | Brasil | 0:1 | Panamá       | CECAP Cancha 2,                       |                                       |
|                             |        |     | Asprilla 25' | Árbitro(s): Alfonso Cáceres Hernández | Árbitro(s): Alfonso Cáceres Hernández |

### Grupo C
| Equipo     | Jug | G | E | P | GF | GC | DG   | Pts. |
| ---------- | --- | - | - | - | -- | -- | ---- | ---- |
| Colombia   | 3   | 3 | 0 | 0 | 14 | 2  | +12  | 9    |
| Argentina  | 3   | 1 | 1 | 1 | 6  | 4  | +2   | 4    |
| Costa Rica | 3   | 1 | 1 | 1 | 4  | 4  | 0    | 4    |
| Cuba       | 3   | 0 | 0 | 3 | 1  | 15 | − 14 | 0    |

| 10 de agosto de 2013, 10:00 | Argentina    | 1:1 | Costa Rica    | CAR Cancha 1,                |                              |
|                             | Bautista 25' |     | Contreras 37' | Árbitro(s): Ricardo Espinoza | Árbitro(s): Ricardo Espinoza |

| 10 de agosto de 2013, 12:00 | Colombia                                                                               | 8:1 | Cuba     | CAR Cancha 1,                 |                               |
|                             | Marimon 8' · Ariza 13' · Bolanos 10', 34', 35', 46' · Blanco 30' (a.g.) · González 65' |     | Díaz 60' | Árbitro(s): Leopoldo Guerrero | Árbitro(s): Leopoldo Guerrero |

| 11 de agosto de 2013, 12:00 | Costa Rica                   | 2:0 | Cuba | CAR Cancha 1,               |                             |
|                             | Martínez 20' · Hernández 64' |     |      | Árbitro(s): Alberto Vázquez | Árbitro(s): Alberto Vázquez |

| 11 de agosto de 2013, 10:00 | Argentina | 0:3 | Colombia                    | CAR Cancha 1,                |                              |
|                             |           |     | Arango 10', 29' · Cetre 24' | Árbitro(s): Michel Caballero | Árbitro(s): Michel Caballero |

| 12 de agosto de 2013, 11:00 | Argentina                                               | 5:0 | Cuba | CECAP Cancha 2,              |                              |
|                             | Conechny 9' · Vietto 55' · Olivera 60' · Ramos 66', 68' |     |      | Árbitro(s): Antonio Contrera | Árbitro(s): Antonio Contrera |

| 12 de agosto de 2013, 13:00 | Costa Rica  | 1:3 | Colombia                             | CAR Cancha 1,                         |                                       |
|                             | Ramírez 42' |     | Pérez 22' · Cuellar 44' · Calero 59' | Árbitro(s): Alfonso Cáceres Hernández | Árbitro(s): Alfonso Cáceres Hernández |

### Ranking de equipos terceros
Los dos mejores equipos entre los clasificados en tercer lugar se determinaron de la siguiente manera:
1. puntos obtenidos en todos los partidos de grupo;
2. diferencia de goles en todos los partidos de grupo;
3. número de goles marcados en todos los partidos de grupo;

| Pos. | Grp. | Equipo     | Pts. | PJ | G | E | P | GF | GC | Dif. | Clasificación        |
| ---- | ---- | ---------- | ---- | -- | - | - | - | -- | -- | ---- | -------------------- |
| 1    | C    | Costa Rica | 4    | 3  | 1 | 1 | 1 | 4  | 4  | 0    | Equipos clasificados |
| 2    | F    | Brasil     | 4    | 3  | 1 | 1 | 1 | 3  | 3  | 0    | Equipos clasificados |
| 3    | D    | México     | 3    | 3  | 1 | 0 | 2 | 9  | 5  | +4   |                      |

 Fuente: https://www.rsssf.org/tablesc/copmexnacu15-2013.html

## Etapa eliminatoria
En las etapas eliminatorias, si un partido está empatado al final del tiempo normal de juego, se lanzan tiros desde el punto penal para determinar el ganador.
|  | Cuartos de final | Cuartos de final |           |                | Semifinales | Semifinales |  |         | Final | Final |  |
|  |                  |                  |           |                |             |             |  |         |       |       |  |
|  |                  |                  |           |                |             |             |  |         |       |       |  |
|  | Estados Unidos   | 1                |           |                |             |             |  |         |       |       |  |
|  | Estados Unidos   | 1                |           |                |             |             |  |         |       |       |  |
|  | Costa Rica       | 0                |           |                |             |             |  |         |       |       |  |
|  | Costa Rica       | 0                |           | Estados Unidos | 0           |             |  |         |       |       |  |
|  |                  |                  |           | Estados Unidos | 0           |             |  |         |       |       |  |
|  |                  |                  | Uruguay   | 2              |             |             |  |         |       |       |  |
|  | Colombia         | 3 (3)            | Uruguay   | 2              |             |             |  |         |       |       |  |
|  | Colombia         | 3 (3)            |           |                |             |             |  |         |       |       |  |
|  | Uruguay (pen.)   | 3 (4)            |           |                |             |             |  |         |       |       |  |
|  | Uruguay (pen.)   | 3 (4)            |           |                |             |             |  | Uruguay | 0     |       |  |
|  |                  |                  |           |                |             |             |  | Uruguay | 0     |       |  |
|  |                  |                  | Argentina | 1              |             |             |  |         |       |       |  |
|  | Paraguay (pen.)  | 1 (4)            | Argentina | 1              |             |             |  |         |       |       |  |
|  | Paraguay (pen.)  | 1 (4)            |           |                |             |             |  |         |       |       |  |
|  | Brasil           | 1 (2)            |           |                |             |             |  |         |       |       |  |
|  | Brasil           | 1 (2)            |           | Paraguay       | 0           |             |  |         |       |       |  |
|  |                  |                  |           | Paraguay       | 0           |             |  |         |       |       |  |
|  |                  |                  | Argentina | 2              |             |             |  |         |       |       |  |
|  | Chile            | 1 (2)            | Argentina | 2              |             |             |  |         |       |       |  |
|  | Chile            | 1 (2)            |           |                |             |             |  |         |       |       |  |
|  | Argentina (pen.) | 1 (3)            |           |                |             |             |  |         |       |       |  |
|  | Argentina (pen.) | 1 (3)            |           |                |             |             |  |         |       |       |  |
|  |                  |                  |           |                |             |             |  |         |       |       |  |

### Cuartos de final
| 14 de agosto de 2013, 10:00 | Estados Unidos | 1:0 | Costa Rica | CECAP Cancha 1,               |                               |
|                             | Gallardo 43'   |     |            | Árbitro(s): Leopoldo Guerrero | Árbitro(s): Leopoldo Guerrero |

| 14 de agosto de 2013, 10:00 | Colombia                             | 3:3 (3:4 p.) | Uruguay                                 | CECAP Cancha 2,           |                           |
|                             | Marimón 14' · Cetré 16' · Arango 26' |              | Martínez 39' · Varela 52' · Ramírez 59' | Árbitro(s): Enrique Ortiz | Árbitro(s): Enrique Ortiz |

| 14 de agosto de 2013, 12:00 | Paraguay     | 1:1 (4:2 p.) | Brasil      | CECAP Cancha 1,       |                       |
|                             | Martínez 23' |              | Dinardi 37' | Árbitro(s): Aldo Cano | Árbitro(s): Aldo Cano |

| 14 de agosto de 2013, 12:00 | Chile     | 1:1 (2:3 p.) | Argentina  | CECAP Cancha 2,              |                              |
|                             | Pinto 40' |              | Vietto 22' | Árbitro(s): Michel Caballero | Árbitro(s): Michel Caballero |

### Semifinales
| 16 de agosto de 2013, 10:00 | Estados Unidos | 0:2 | Uruguay                | CECAP Cancha 1,       |                       |
|                             |                |     | Ibáñez 42' · Rossi 67' | Árbitro(s): Aldo Cano | Árbitro(s): Aldo Cano |

| 16 de agosto de 2013, 12:00 | Paraguay | 0:2 | Argentina                | CECAP Cancha 1,               |                               |
|                             |          |     | Federico Vietto 25' (38) | Árbitro(s): Antonio Hernández | Árbitro(s): Antonio Hernández |

### Partido por el tercer puesto
| 18 de agosto de 2013, 10:00 | Estados Unidos                 | 3:3 (7:6 p.) | Paraguay                            | Estadio Azteca, Ciudad de México, |                                |
|                             | Wright 14', 71' · Saavedra 41' |              | Díaz 38' · López 44' · Valiente 49' | Árbitro(s): Baruch Castellanos    | Árbitro(s): Baruch Castellanos |

### Final
| 18 de agosto de 2013, 12:00 | Uruguay | 0:1 | Argentina    | Estadio Azteca, Ciudad de México, |                          |
|                             |         |     | Conechny 31' | Árbitro(s): Miguel Alaya          | Árbitro(s): Miguel Alaya |

|                               |
| Bandera de Argentina          |
| Campeón Argentina 1.er título |

## Máximos goleadores
| Ranking | Nombre                  | Goles |
| ------- | ----------------------- | ----- |
| 1       | Joe Gallardo Jr.        | 5     |
| 2       | Edward Bolaños          | 4     |
| 2       | Claudio Zamudio Godinez | 4     |
| 2       | Federico Vietto         | 4     |
| 3       | Alejandro Martínez      | 3     |
| 3       | Diego Rossi             | 3     |
| 3       | Wilmar Arango           | 3     |
| 3       | Xavier Dinardi          | 3     |
| 3       | Javier Martínez         | 3     |